# Izrael a 2020. évi téli ifjúsági olimpiai játékokon
Izrael a Lausanneban megrendezett 2020. évi téli ifjúsági olimpiai játékok egyik részt vevő nemzete volt.
Szőllős Noa – aki 2018-ig magyar színekben versenyzett – az alpesi sízők leány szuperóriás-műlesikló viadalán bronz-, míg kombinációban ezüstérmet szerzett, megszerezve ezzel Izrael történetének első dobogós helyezését a téli ifjúsági ötkarikás játékokon.

## Érmesek
| Érem  | Versenyző   | Sportág  | Versenyszám            |
| ----- | ----------- | -------- | ---------------------- |
| Ezüst | Szőllős Noa | Alpesisí | Összetett              |
| Bronz | Szőllős Noa | Alpesisí | Szuperóriás-műlesiklás |

## Alpesisí

### Lány
| Versenyző   | Versenyszám            | 1. futam      | 1. futam      | 2. futam | 2. futam | Összesítés | Összesítés |
| Versenyző   | Versenyszám            | Idő           | Hely.         | Idő      | Hely.    | Idő        | Hely.      |
| ----------- | ---------------------- | ------------- | ------------- | -------- | -------- | ---------- | ---------- |
| Szőllős Noa | Műlesiklás             | Nem ért célba | Nem ért célba | Kiesett  | Kiesett  | Kiesett    | Kiesett    |
| Szőllős Noa | Óriás-műlesiklás       | Nem ért célba | Nem ért célba | Kiesett  | Kiesett  | Kiesett    | Kiesett    |
| Szőllős Noa | Szuperóriás-műlesiklás |               |               |          |          | 56,36      |            |
| Szőllős Noa | Összetett              | 56,36         | 3.            | 38,33    | 10.      | 1:34,69    |            |

## Hódeszka

### Krossz
| Versenyző | Versenyszám                   | Előfutamok | Negyeddöntő | Elődöntő | Döntő | Hely. |
| Versenyző | Versenyszám                   | Hely.      | Hely.       | Hely.    | Hely. | Hely. |
| --- | ----------------------------- | ---------- | ----------- | -------- | ----- | ----- |
| 3. vegyes csapat Jekatyerina Loktyeva-Zagorszkaja (RUS) Maria Shcherbakovskaya (ISR) Artyom Bazsin (RUS) Noa Coutton-Jean (FRA) | Snowboard-sícross-vegyesváltó |            | 1.          | 2.       | 4.    | 4.    |

## Műkorcsolya

### Fiú
| Versenyző        | Versenyszám | Rövid program | Rövid program | Kűr   | Kűr   | Összesítés | Összesítés |
| Versenyző        | Versenyszám | Pont          | Hely.         | Pont  | Hely. | Pont       | Helyezés   |
| ---------------- | ----------- | ------------- | ------------- | ----- | ----- | ---------- | ---------- |
| Nikita Kovalenko | Fiú egyéni  | 44,71         | 15.           | 87,41 | 15.   | 132,12     | 15.        |

## Síakrobatika

### Krossz
| Versenyző              | Versenyszám   | Selejtező | Selejtező | Elődöntő | Döntő    | Helyezés |
| Versenyző              | Versenyszám   | Idő       | Hely.     | Helyezés | Helyezés | Helyezés |
| ---------------------- | ------------- | --------- | --------- | -------- | -------- | -------- |
| Maria Shcherbakovskaya | Lány síkrossz | 36,40     | 9.        | kiesett  | kiesett  | 17.      |